# Vidiàievo
Vidiàievo - Видяево (rus) és un possiólok de l'óblast de Múrmansk, a Rússia. És la seu d'una base de submarins de la Flota del Nord, i té un estatus de ciutat tancada.

## Geografia
Vidiàievo es troba a la península de Kola, al litoral de la mar de Barentsz, a la vora del riu Uritsa. És a 30 km al nord-oest de Múrmansk i a 80 km a l'est de la frontera amb Noruega.

## Història
La fundació de Vidiàievo data del 31 de juliol del 1958 i fou anomenada al començament Uritsa. El 6 de juliol del 1964 fou rebeatejada Vidiàievo en honor de Fiódor Vidiàiev, un cèlebre comandant soviètic de submarins de la Segona Guerra Mundial.
Al començament dels anys 1960 s'hi creà una base de submarins i el 1979 una base per a submarins de propulsió nuclear. Durant els anys 1980 la base de la badia Ara era relativament important i assegurava el servei de tres generacions de submarins (classe Akula, classe Sierra i classe Oscar-II).